# برفراز آرزو ستاره
برفراز آرزو ستاره (به انگلیسی: Wish Upon a Star) فیلمی تلویزیونی محصول سال ۱۹۹۶ و به کارگردانی بلیر ترو است. در این فیلم بازیگرانی همچون کاترین هیگل، دانیل هریس، دن جفکت، لویس چیلیز ایفای نقش کرده‌اند.